# Paramount Channel
Paramount Channel a fost un canal de televiziune deținut de ViacomCBS. Grilă de programe a fost compusă în mare parte din filme din anii 1990, 2000 și 2010 din catalogul Paramount Pictures. De asemenea canalul difuza filme de la alte studiouri dar și filme independente.
Paramount Channel a fost lansat în România pe 28 mai 2014 la operatorul Digi într-o versiune comună cu Ungaria. Pe 1 iunie 2016 a fost lansată versiunea separată a canalului pentru România.
La 12 ianuarie 2021 canalul Paramount Channel a fost înlocuit cu TeenNick.